# Kap-Verde-Escudo
Der Kap-Verde-Escudo ist die Währung der Republik Kap Verde. Der Escudo ist unterteilt in 100 Centavos. Er wird von der Bank von Kap Verde ausgegeben.
Der Kap-Verde-Escudo ist an den Euro gekoppelt. Das fixe Umtauschverhältnis beträgt 1 EUR = 110,265 CVE (früher 100 PTE = 55 CVE).
Die kapverdische Währung darf weder ein- noch ausgeführt werden.

## Geschichte
Während der Portugiesischen Kolonialverwaltung gab die Banco Nacional Ultramarino (BNU) auf Kap Verde den Kapverdischen Escudo aus, der fest an den Portugiesischen Escudo gekoppelt war. Die 1963 geschaffene Aufsichtsbehörde Inspecção do Comércio Bancário kontrollierte den Wechselkurs und die Geldflüsse für die BNU.
Nach der Nelkenrevolution in Portugal 1974 und der folgenden Unabhängigkeit seiner Kolonien im Jahre 1975 behielt Kap Verde den Escudo als Bezeichnung für seine nationale Währung bei. 1977 gab die neugeschaffene Zentralbank Banco de Cabo Verde (BCV) erstmals eigene Noten heraus und entkoppelte die Währung vom portugiesischen Escudo. Im Zuge der erneuten Hinwendung Kap Verdes zur Marktwirtschaft wurde der Kap-Verde-Escudo 1998 wieder an den portugiesischen Escudo und 1999 an den Euro gekoppelt.

## Münzen
Die 1-Escudo-Münze zeigt eine Meeresschildkröte. Für die Werte zu 5, 10, 20, 50 und 100 Escudos existieren drei verschiedene Motivserien: Vögel, Schiffe und Pflanzen. Auf der Vorderseite befindet sich das Symbol der Freiheit des Staates und der Religion.

## Banknoten

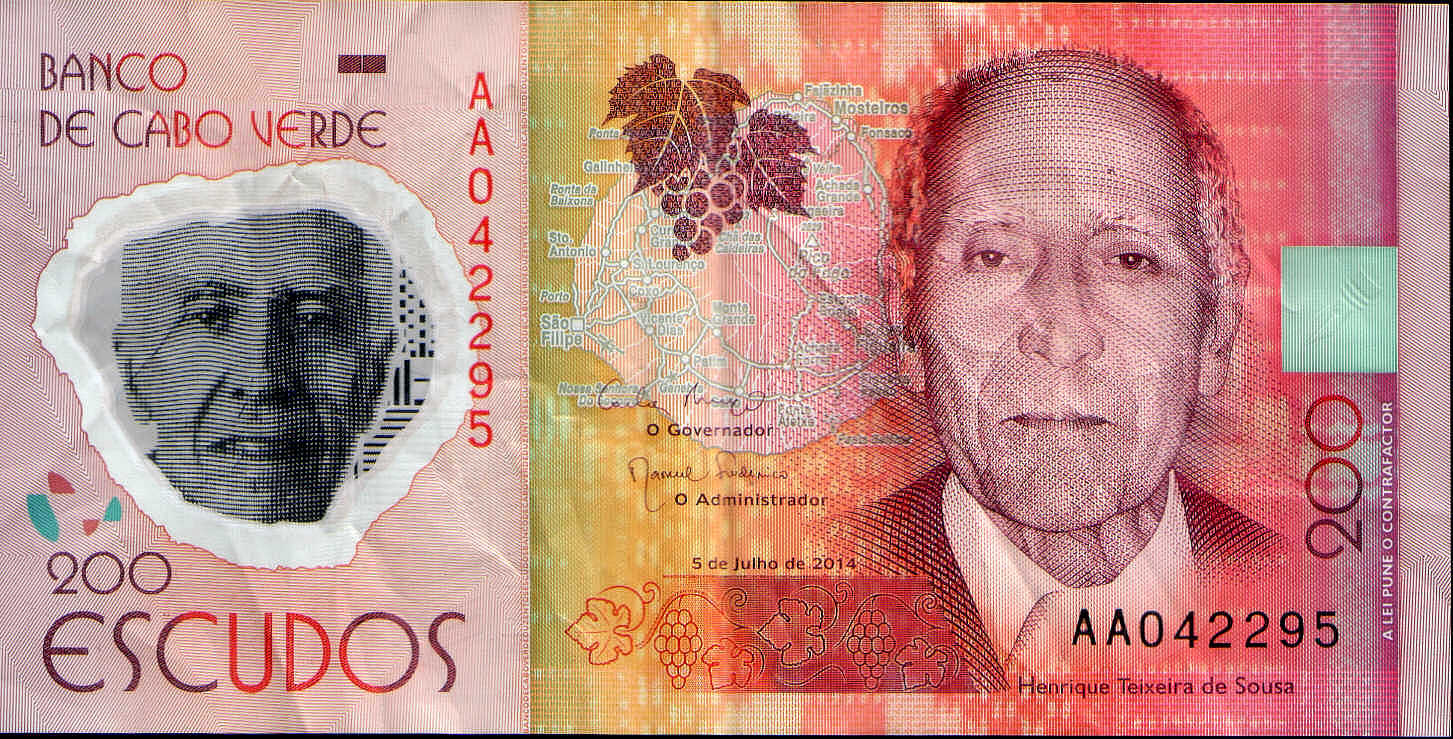
200 CVE, Dez. 2014, Polymer (Vorderseite), Henrique Teixeira de Sousa (Arzt und Schriftsteller), Insel Fogo; schwarzer Hintergrund durch transparentes Plastik sichtbar
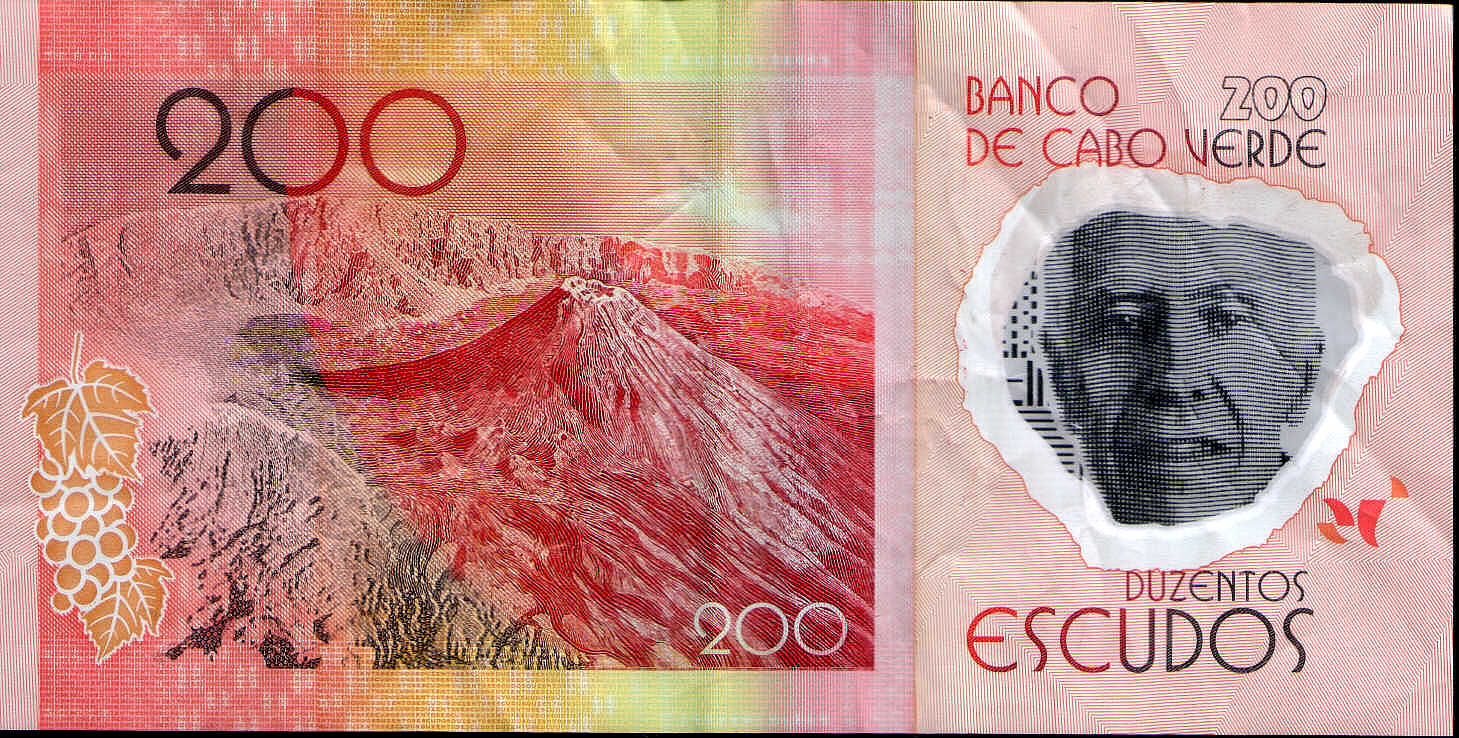
200 CVE, Dez. 2014 (Rückseite), Vulkan Fogo; erinnert an die 1-Leu-Banknote aus Rumänien (2005) und hat mit dieser mehrere gemeinsame Design-Merkmale
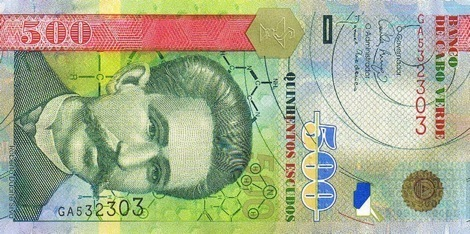
500 CVE, 2007 (Vorderseite), Roberto Duarte Silva (Chemiker)
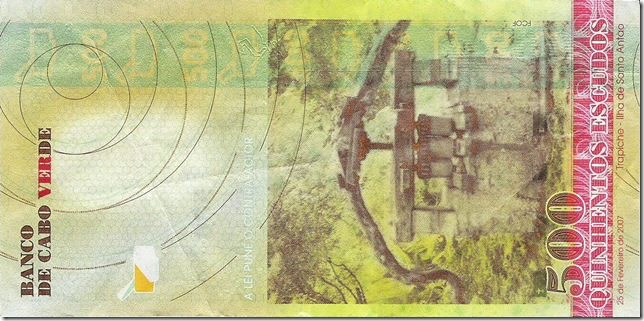
500 CVE (Rückseite), Zuckerrohrmühle mit Eselantrieb (Insel Santo Antéo)
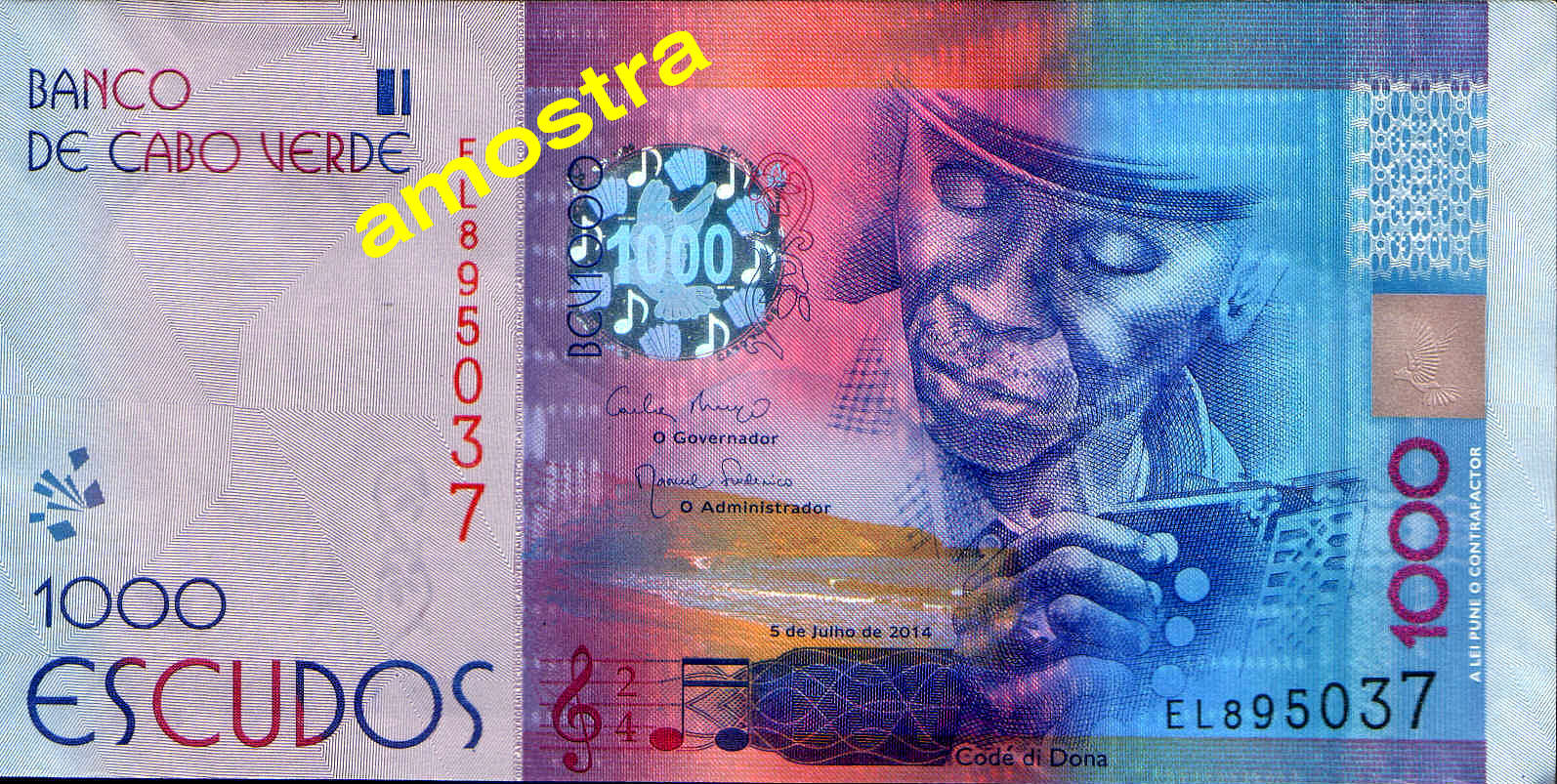
1000 CVE, 2014 (Vorderseite), Codé di Dona (Komponist und Musiker)
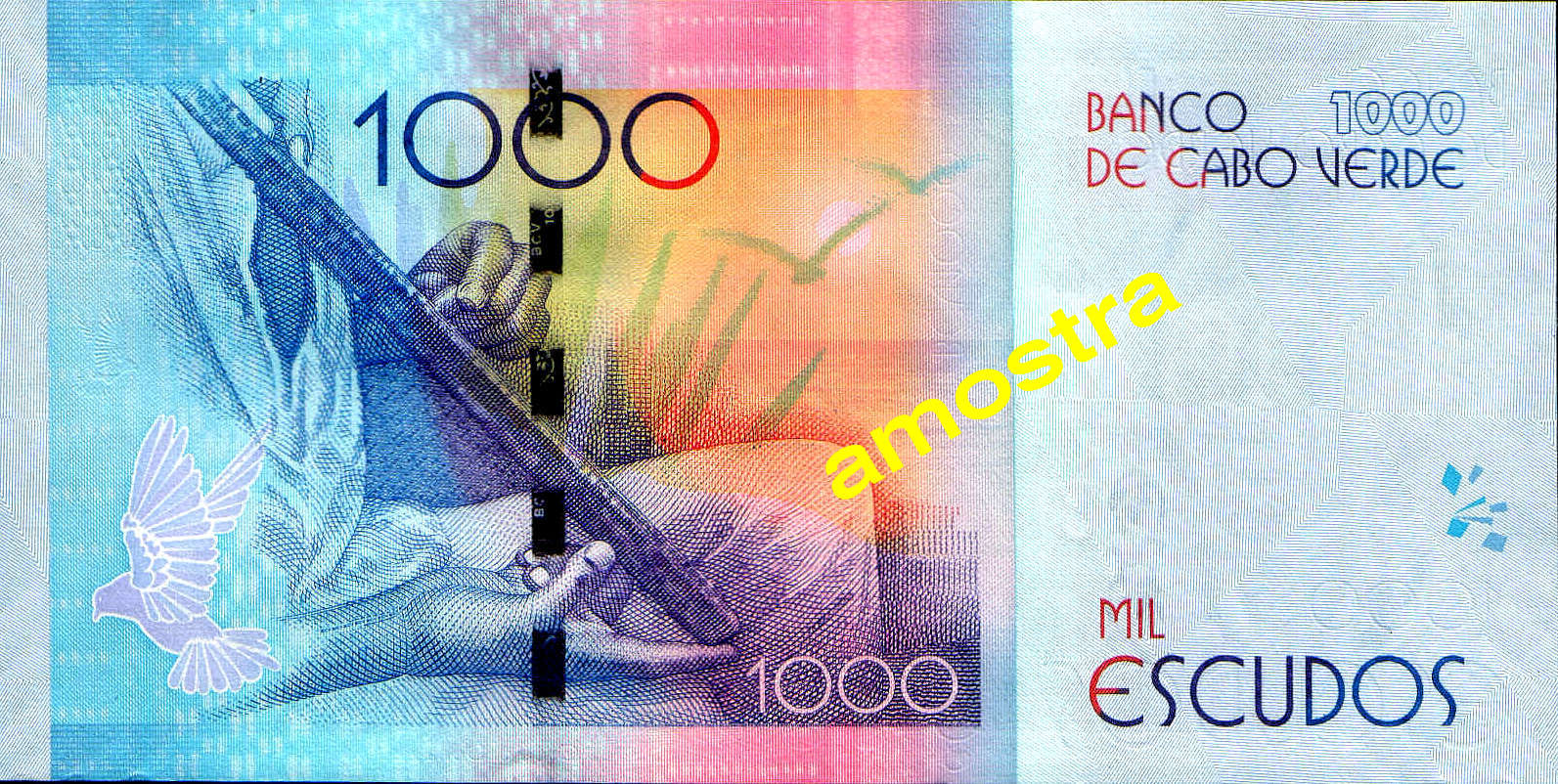
1000 CVE (Rückseite), Ferrinho (Musikinstrument)
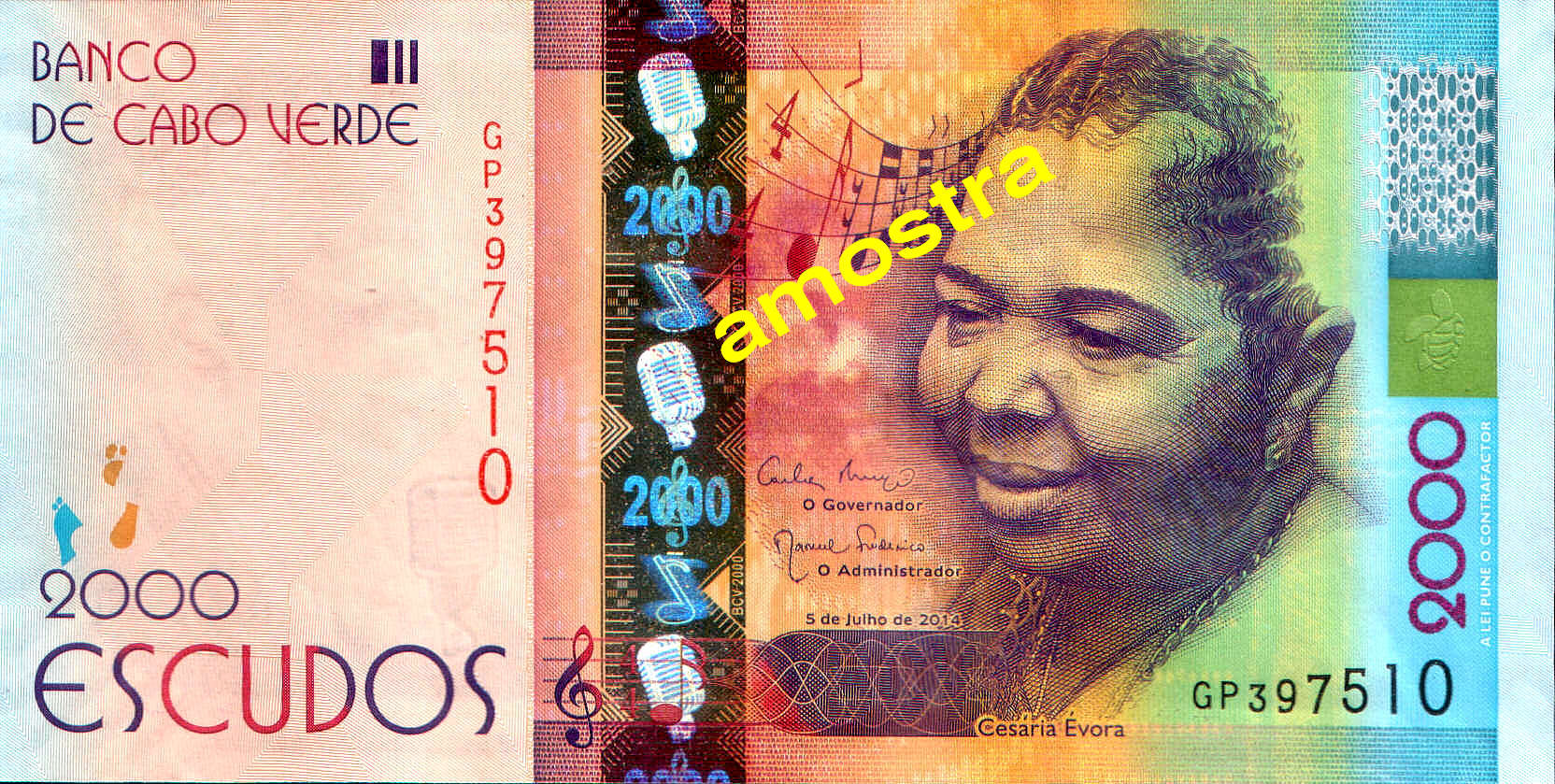
2000 CVE, 2014 (Vorderseite), Cesária Évora (Sängerin)
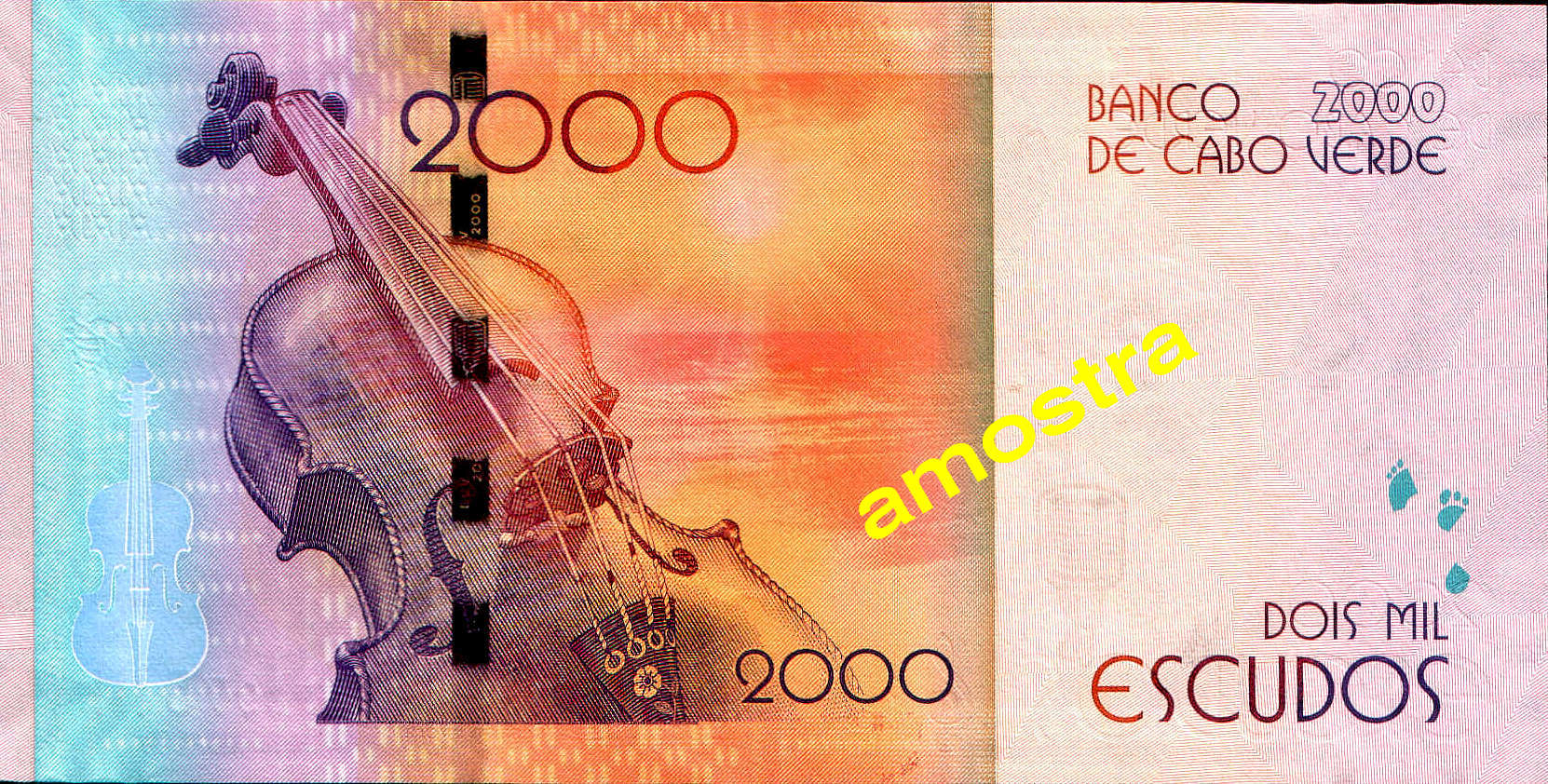
2000 CVE (Rückseite), Violine
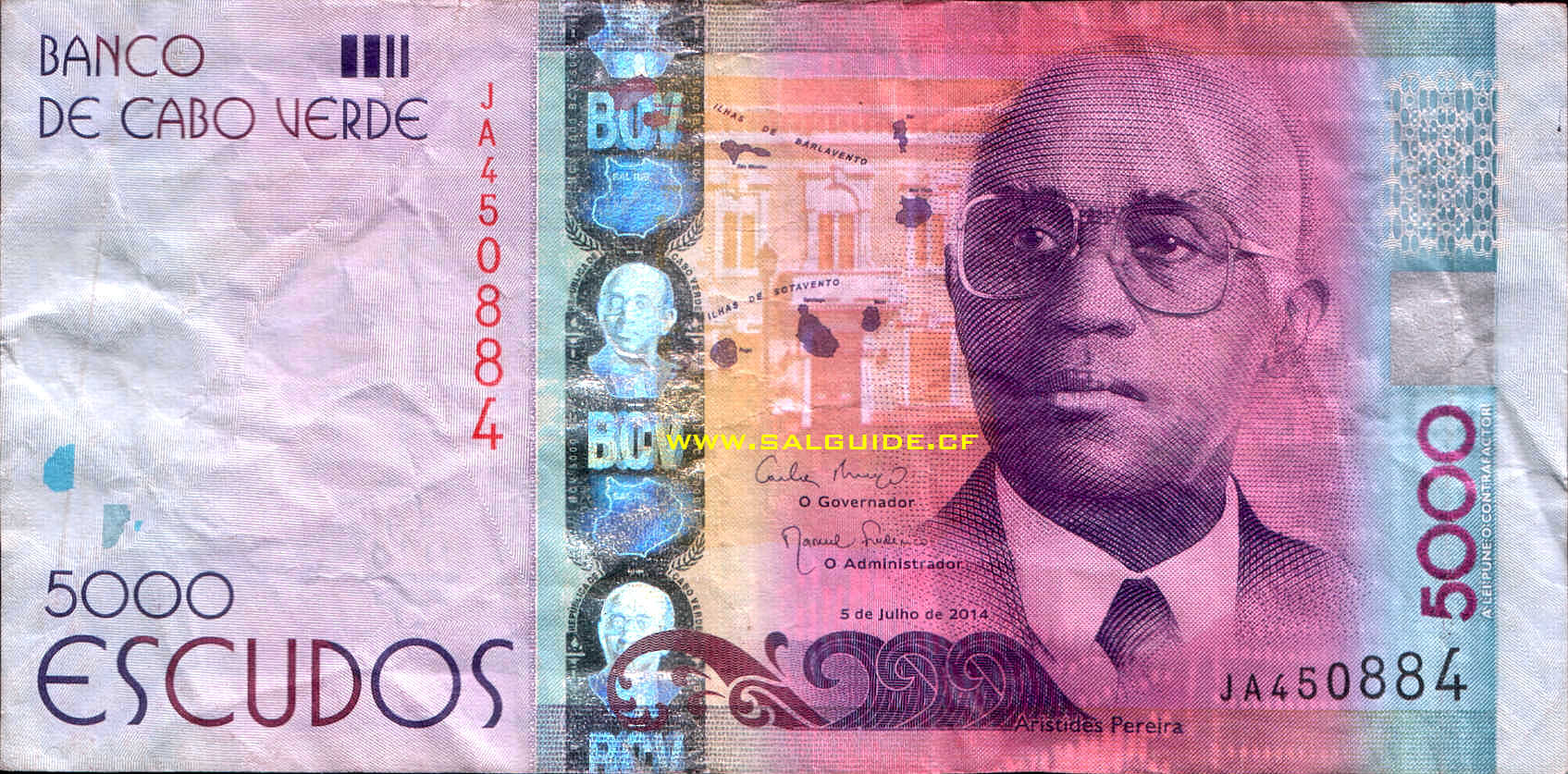
5000 CVE, 2014 (Vorderseite), Aristides Maria Pereira (Politiker)
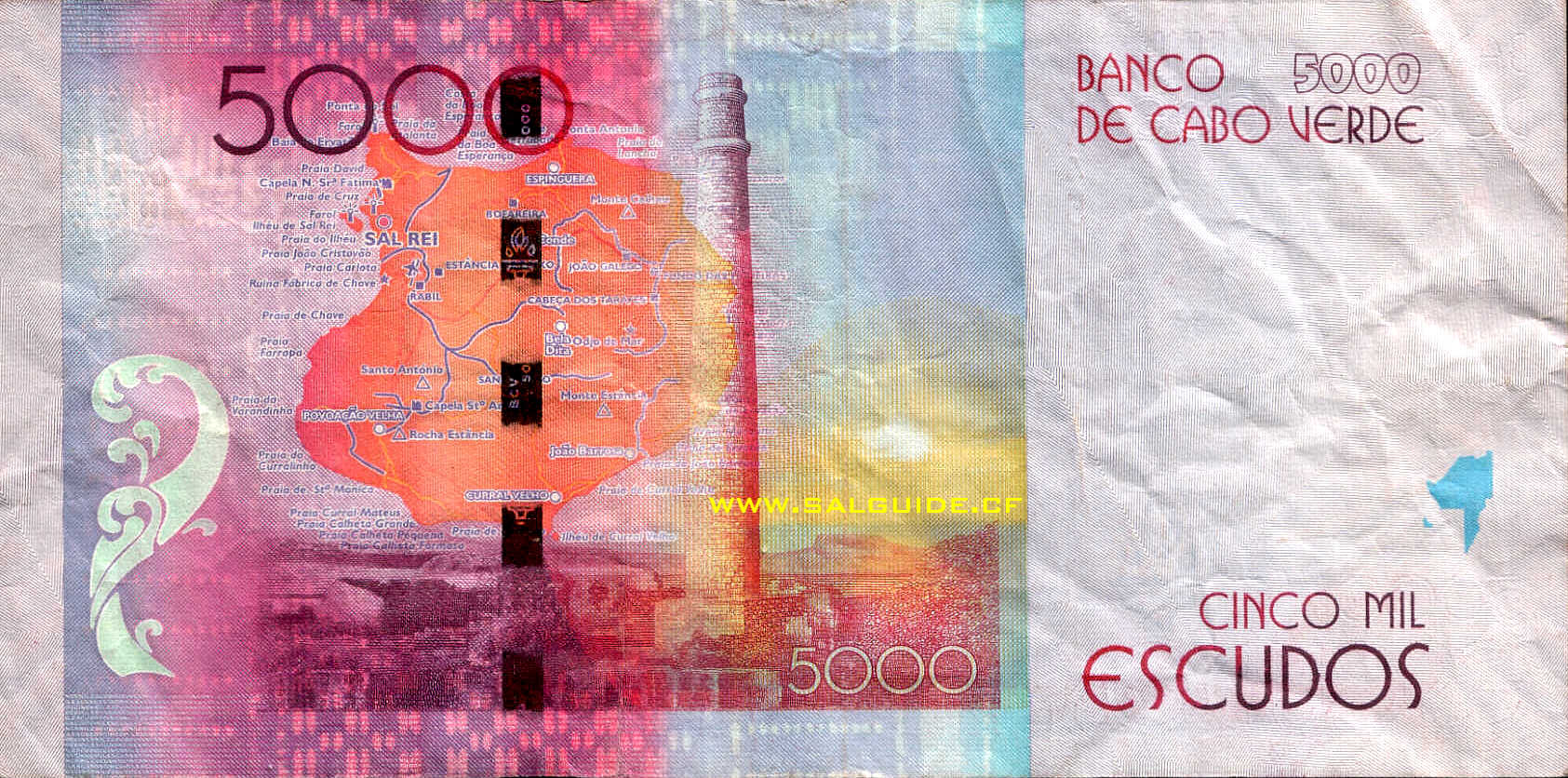
5000 CVE (Rückseite), Insel Boa Vista

Alte Banknoten

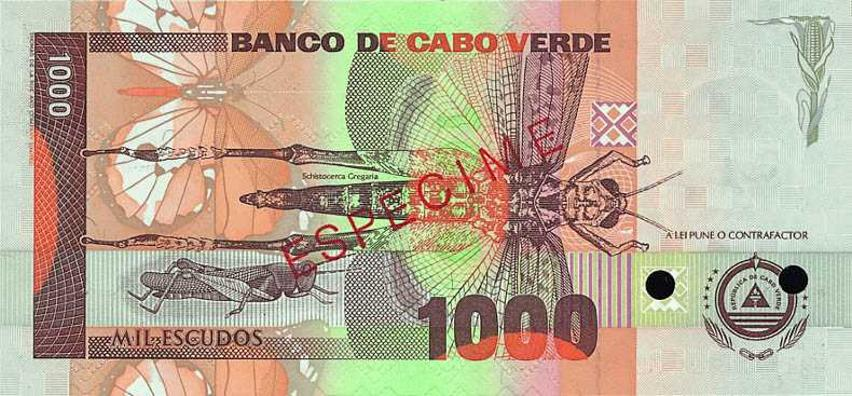
1000 CVE, bis 2007

- 100 Escudos, Abbild: Amilcar Cabral, 2006 aus dem Verkehr gezogen, nur noch Münze
- 200 Escudos, grün, Segelboot und Flughafen; 2005 ersetzt: blau, gleiche Motive
- 500 Escudos, bis 2007
- 1000 Escudos, Spatz und Heuschrecke; 2007 ersetzt: Anténio Aurélio Gonalves (Kritiker und Historiker) bzw. Drachenbaum (Insel So Nicolau)
- 2000 Escudos, bis 2014
- 5000 Escudos, Frau mit Stein auf dem Kopf, Cidade Velha, Hologramm goldfarben, es gibt wenige Scheine mit silberfarbenem Hologramm, bis 2015

2015 wurden alle anderen Scheine durch neue ersetzt, die bessere Sicherheitsmerkmale aufweisen.